# Stanhope (Durham)
Stanhope – wieś i civil parish w Anglii, w hrabstwie ceremonialnym Durham, w dystrykcie (unitary authority) County Durham. Leży 28 km na zachód od miasta Durham i 381 km na północ od Londynu. W granicach civil parish leżą także Bollihope, Bridge End, Brotherlee, Copthill, Cornriggs, Cowshill, Crawleyside, Daddry Shield, East Blackdene, Eastgate, Frosterley, Hill End, Ireshopeburn, Killhope, Lanehead, Lintzgarth, New House, Rookhope, Shittlehope, St John’s Chapel, Unthank, Wearhead, West Blackdene, Westgate i White Kirkley. W 2019 miejscowość liczyła 1627 mieszkańców. W 2011 roku civil parish liczyła 4581 mieszkańców.